# Варг Викернес
Варг Викернес (на норвежки: Varg Vikernes [ˈvarɡ ˈviːkeɳes], по рождение: Кристиан Ларсен Викернес) е норвежки музикант, член на блек метъл бандата Бурзум. Бивш член на Мейхем (1992 – 1993) и Old Funeral (1989 – 1991).

## Биография
Варг Викернес е роден на 11 февруари 1973 година в град Берген, Норвегия.
През месец август 1993 година е осъден за убийството на Ойстейн Ошет (Евронимус) от „Мейхем“. Смята се, че Варг преди това е предоставил пушка на Пер Ингве Охлин, който бил вокалист на Mayhem. Смята се също, че той се самоубил именно с тази пушка, предоставена му от Викернес, след като си прерязал вените в къщата на Mayhem за репетиции. Варг е съден също и за изгарянето на три християнски църкви в Норвегия. Твърди, че е езичник, а не сатанист.
През 2009 година, след 16 години в затвора, е освободен.
На 16 юли 2013 г. е арестуван във Франция по подозрения, че ще извърши терористичен акт. Основна причина за това е, че жена му по това време е закупила (напълно законно) 4 пушки, което и подтикнало прокуратурата към ареста му.
Има YouTube канал, наречен ThuleanPerspective, в който говори по различни теми и представя своето мнение за различни неща.

## Политически и религиозни убеждения

### Неоезичество
Варг Викернес е известен като активен деец на скандинавското неоезическо движение Асатру, което има за цел да възроди древните езически вярвания на германските народи преди приемането им на християнството. В негови публикации той многократно пише, че християнството е наложена отгоре чужда за германските народи еврейска религия. В същото време Викернес има много последователи, които проповядват толерантност към други култури, допълнени с расистки и нацистки елементи. В началото на 90-те години той заявява, че скандинавските държави трябва да бъдат освободени от окупиралите ги евреи.

## Дискография

### Burzum
| Студиен албум           | Записан        | Издаден          | Музикален издател             | Време   | Песни | Изпълнение                |
| ----------------------- | -------------- | ---------------- | ----------------------------- | ------- | ----- | ------------------------- |
| Burzum                  | януари 1992    | 1992             | Deathlike Silence Productions | 47:07   | 9     | вокал, всички инструменти |
| Det som engang var      | април 1992     | август 1993      | Cymophane Productions         | 39:59   | 8     | вокал, всички инструменти |
| Hvis Lyset Tar Oss      | септември 1992 | 15 май 1994      | Misanthropy Records           | 44:28   | 4     | вокал, всички инструменти |
| Filosofem               | март 1993      | 1 януари 1996    | Misanthropy Records           | 1:04:33 | 6     | вокал, всички инструменти |
| Dauði Baldrs            | 1994 – 1995    | 14 октомври 1997 | Misanthropy Records           | 39:10   | 6     | клавири                   |
| Hliðskjálf              | 1998           | 26 април 1999    | Misanthropy Records           | 33:42   | 8     | клавири                   |
| Belus                   | 2009 – 2010    | 8 март 2010      | Byelobog Productions          | 52:16   | 8     | всички инструменти        |
| Fallen                  |                | 7 март 2011      | Byelobog Productions          | 47:41   | 7     | всички инструменти        |
| Umskiptar               | септември 2011 | 21 май 2012      | Byelobog Productions          | 1:05:13 | 11    | всички инструменти        |
| Sôl Austan, Mâni Vestan | 2012           | 27 май 2013      | Byelobog Productions          | 58:12   | 11    | всички инструменти        |
| The Ways of Yore        | 2013           | 2 юни 2014       | Byelobog Productions          | 1:08:35 | 13    | всички инструменти        |

### Mayhem
| Студиен албум             | Записан     | Издаден     | Музикален издател             | Време | Песни | Изпълнение |
| ------------------------- | ----------- | ----------- | ----------------------------- | ----- | ----- | ---------- |
| Life Eternal EP           |             | 1993        | Deathlike Silence Productions |       |       | бас        |
| De Mysteriis Dom Sathanas | 1992 – 1993 | 24 май 1994 | Deathlike Silence Productions | 45:58 | 8     | бас        |

### Darkthrone
| Студиен албум        | Записан | Издаден  | Музикален издател | Време | Песни | Изпълнение          |
| -------------------- | ------- | -------- | ----------------- | ----- | ----- | ------------------- |
| Transilvanian Hunger | 1993    | 1993     | Peaceville        | 39:00 | 8     | текстове на 4 песни |
| Panzerfaust          | 1994    | юни 1995 | Moonfog           | 39:00 | 7     | текст на 1 песен    |